# Renault 30
De Renault 30 was een automodel dat geproduceerd werd door de Franse autofabrikant Renault tussen 1975 en 1984. Dit was het duurste model dat toentertijd verkrijgbaar was van Renault.

## Geschiedenis
In 1975 was het toenmalige topmodel van Renault, de Renault 16, al tien jaar op de markt dus een vervanging was in voorbereiding. De R16 verkocht echter nog steeds te goed om de productie te stoppen. In maart 1975 werd de luxueuze Renault 30 gepresenteerd, die aanvankelijk alleen werd aangeboden met de 2664 cc V6 PRV-motor die in samenwerking met Peugeot en Volvo was ontwikkeld. Later werd ook een versie met dieselmotor leverbaar; een 2.1 liter versie van de Douvrin-motor.
Om de kloof tussen de R16 en de R30 te dichten en om zich voor te bereiden op de vervanging van de R16, werd in november 1975 de Renault 20 gelanceerd op de autosalon van Parijs.

In 1976 haalde de R30 een derde plaats in de verkiezing van Auto van het Jaar.
In het voorjaar van 1984 werden zowel de R20 als de R30 vervangen door de Renault 25.
In productie:
5 E-Tech · 
Arkana · 
Austral · 
Captur · 
Clio · 
Espace · 
Kadjar · 
Kangoo · 
Koleos · 
Master · 
Mégane · 
Mégane E-Tech · 
Rafale · 
Scenic E-Tech · 
Symbioz · 
Symbol · 
Trafic · 
Twingo · 
Twingo Electric · 
Zoe

Uit productie:
3 · 
4 · 
5 · 
6 · 
7 · 
8 · 
9 · 
10 · 
11 · 
12 · 
14 · 
15 · 
16 · 
17 · 
18 · 
19 · 
20 · 
21 · 
25 · 
30 · 
2CV · 
4CV · 
Avantime · 
Caravelle · 
Dauphine · 
Domaine · 
Estafette ·
Express · 
Floride · 
Fluence ·
Frégate · 
Fuego · 
Juvaquatre ·
Laguna · 
Latitude · 
Modus · 
Nervastella · 
Novaquatre · 
Ondine · 
Prairie · 
Primaquatre · 
Rodeo · 
Safrane · 
Savanne · 
Scénic · 
Spider · 
Talisman · 
Thalia · 
Twizy · 
Vel Satis · 
Vivasport · 
Vivastella · 
Wind